# مهره (یراق)

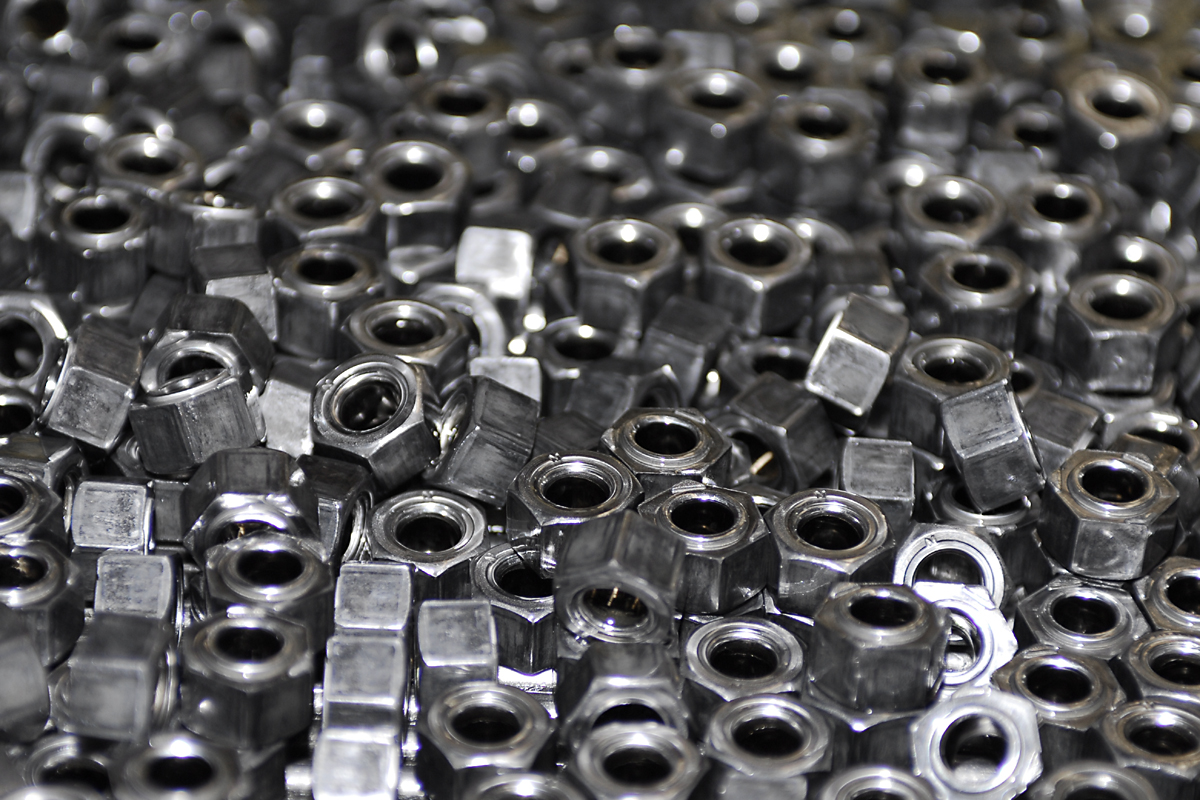
مهره‌های شش ضلعی

مهره جسمی حلقه‌ای شکل، گرد یا چندضلعی است که داخل سوراخش رزوه شده است. مهره‌ها یراقی کمکی برای پیچ‌ها هستند تا به واسطه آنها پیچ‌ها سفت‌تر در مسیر پیچش خود بسته شوند. مهره و پیچ اصطلاحاً با حالت مادگی و نری درون هم چفت می‌گردند. رزوه و شیار پیچ‌ها باید دارای تناسب خاص با رزوه و شیار مهره‌ها باشند تا باعث چرخش صحیح پیچ درون مهره شود. مهره‌ها معمولاً از جنس فولاد، آهن یا دیگر فلزات هستند اما برای پیچ‌های پلاستیکی مهره‌های پلاستیکی هم ساخته شده است.

## انواع
- مهره بلوطی
- مهره لوله‌ای
- مهره قاب‌دار
- مهره گیره‌ای
- مهره کوپلینگ
- مهره عرضی
- مهره لبه‌دار
- مهره نصبی
- مهره پیچی
- مهره شکاف‌دار
- مهره دو تکه
- مهره روکش‌دار